# 미국 육군 군사정보대
군사정보대, 혹은 군사첩보대(영어: Military Intelligence Corps)는 미국 육군의 군사첩보 병과이다. 여기에 속하는 전술, 작전, 전략급 지휘관에게 적절하고 관련된 정확하고 동기화된 첩보 및 전자전 지원을 제공한다. 그리고 육군과 국가 첩보공동체로까지의 첩보 감독이다. 병과장은 미국 육군 첩보CoE의 센터장과, 주임원사, 준사관장이다.

## 역사

### 초기
1776년 대륙육군의 첩보원들로 설립되었다. 조지 워싱턴은 토머스 놀톤 대령의 이름을 딴 첫번째 첩보부대인 놀튼의 레인저의 설립을 지시하였다. 육군 레인저, 델타 포스와 같은 특수작전부대의 선대인 첫번째로 조직된 엘리트 부대였다. 미국 육군 군사첩부근무대의 인장에 적힌 1776은 놀턴의 레인저의 편성에서 유래한다.
1863년 1월, 조지프 후커 소장이 남북전쟁 중에 북군을 지원하기 위해 군사정보국를 설립하였다. 조지 H. 샤프, 앨런 핑커톤, 라파예트 C. 배이커가 수장을 지냈으며, 종전된 1865에 운영을 멈추고 문을 닫았다.
1885년 육군은 군사첩보부를 설립하였다. 부는 1903년에 장군참모 밑에 놓일 정도로 지위가 솟아올랐다.

### 제2차 세계 대전
1942년 3월, 군사첩보부는 군사첩보근무대로 재조직되었다. 원래는 그저 총원 26명에 장교 16명과 병사 10명으로 구성되었는데, 곧 빠르게 늘어나 장교 342명에 1,000명의 병사들과 민간인으로 불어났다. 이들은 첩보를 수집하고 분석하고 퍼뜨렸다. 초기에는 행정단, 첩보단, 방첩단, 작전단, 언어학교으로 구성되었다.
1942년 5월, 알프레드 맥코맥이 신호정보에 전문화된 특별분과를 설립하였다. 특별분과는 1945년에 육군보안국(ASA)이 되었다.
1942년 1월 1일, 미국 육군은 제1차 세계 대전 당시에 창설했었던 첩보경찰대(CP)를 방첩대(CIC)로 재편성하였다.
1942년 6월 19일, 메릴랜드주의 캠프 리치(Camp Ritchie)에서 군사첩보훈련소가 설립되었다. 이곳을 졸업하고 제2차 세계 대전 당시 유럽 전구에서 주요 첩보 활약을 했던 이들을 리치 보이스라고 불렀다. 이들은 유럽 언어가 유창하고 주요 정보를 아는 전쟁포로와 민간인을를 쉽게 심문하였다.

### 냉전
1946년 초, 군사첩보근무대의 언어학교은 160명의 강사와 3천명의 학생이 125개 이상의 교실에 있었다. 종전까지 6천명 이상의 학생들이 졸업하였다. 2천달러를 투자한 군사첩보 언어교육 프로그램은 이후, 국방어학원(DLI)이 되었다.
학교는 프레지디오 오브 몬트레이로 이전하고, 육군언어학교으로 개명하였다. 1947년~1948년 동안 빠르게 확장되었다. 러시아어가 가장 큰 어학수업이었고, 중국어, 한국어, 독일어가 그 뒤를 따랐다.
1954년 9월 1일, 육군 첩부참모부장(ACSI, G-2)는 메릴랜드주 포트 홀라버드의 방첩대센터(CIC Center)가 미국 육군 첩보센터로 공식적으로 재편성됨을 발표하였다. 방첩대 대장은 첩보센터의 지휘관에 임명되었다. 사진분석센터가 더해졌고, 캔사스주 포트 라일리 육군종합학교로부터 전투 첩보와 전쟁포로 심문, 검열 등의 군사첩보에 관련된 훈련 과정 이관받아 포트 훌라버드에 육군 첩보학교가 설립되었다. 첩보센터 사령관 첩보학교의 교장 직위를 겸임하였고, 둘을 묶어 미국 육군 첩보센터 및 학교로 집중되었다.
칩보센터 및 학교는 베트남 전쟁 동안 비대해졌고, 애리조나주의 포트 후아추카로 이전하였다. 1973년 3월 23일, 포트 후아추카는 "군사첩보대의 집"(Home of Military Intelligence)으로 일컫게 되었다.
베트남 전쟁의 개입부터 철수까지 1965년부터 1974년까지 운영되었던 미국 육군 첩보사령부(USAINTC)가 육군첩보청으로 격하되었다.
1977년, 육군부는 육군첩보청과 육군보안청을 병합하여 첩보보안사령부가 설립하였다.

### 병과의 설립
1962년 7월 1일, 국가적으로 그리고 전술 첩보력의 증강의 필요성을 느끼고 군사첩보와 방첩을 합친 육군첩보보안병과를 육군 기본병과로 설립하였다. 군사첩보대의 휘장은 1923년부터 군사첩보부에서 상징물로 채택했던 스핑크스였다. 육군첩보보안병과을 설립하면서 함께 새로이 단검과 태양으로 디자인된 분과 휘장이 채택되었다. 분과 휘장에서 벗어난 스핑크스는 1986년 7월 28일에 연대 휘장과 문장으로 돌아왔다.
1987년 7월 1일, 군사첩보대는 미국 육군 연대 체계 하의 연대로서 설립되었다. 그에 따라 모든 미국 육군 군사첩보인원은 군사첩보대의 구성원으로 간주한다.

## 갤러리

휘장
병과 휘장
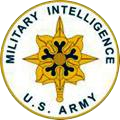
병과 명단
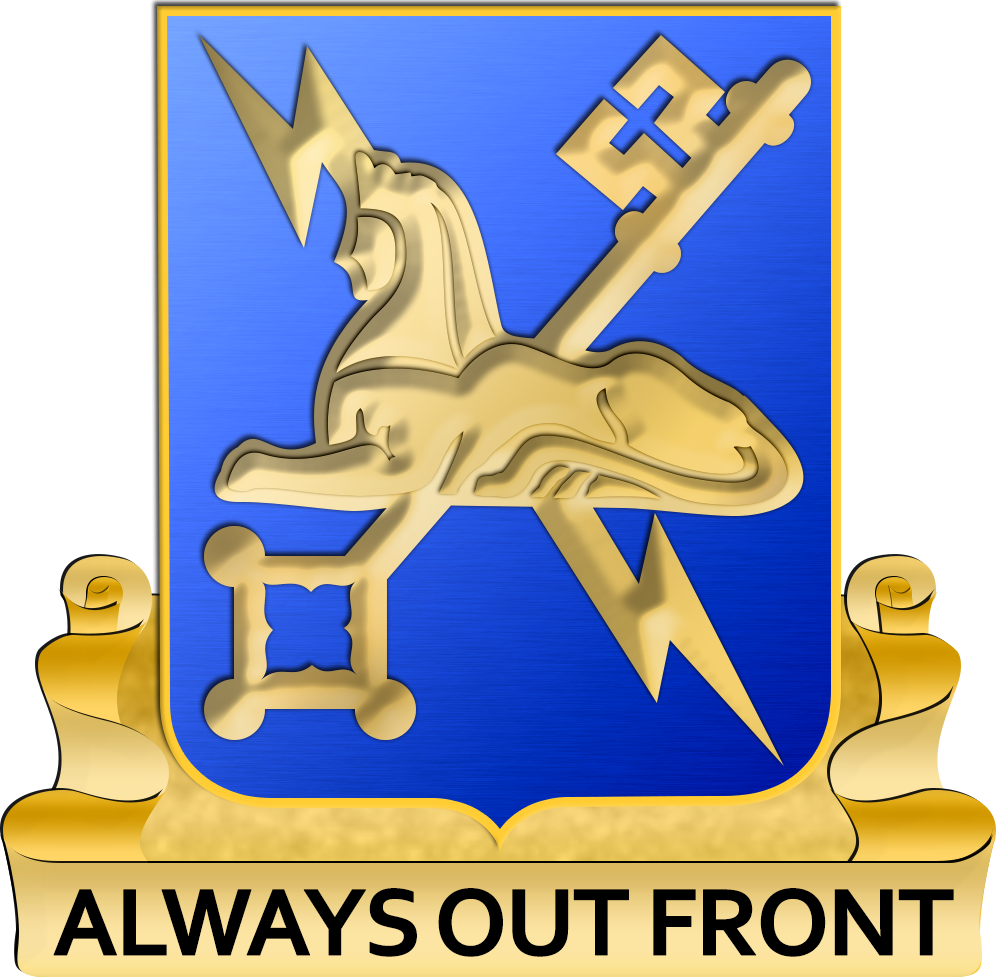
연대 휘장
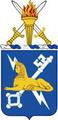
연대 문장 (COA)
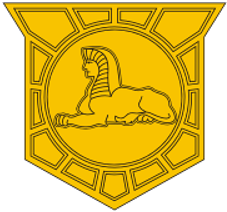
옛 병과 휘장 (1923–1962)
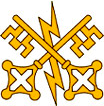
옛 육군보안병과 휘장 (육군 예비군) (1954–1967)

## 같이 보기
- 미국 육군 방첩대 (ACI)
- 군사첩보대의 부대 목록
- 군사첩보대 군악대
- 군사첩보 명예의 전당

## 참고
1. ↑  “Intelligence in the Civil War” (PDF). Central Intelligence Agency. 25 December 2013에 원본 문서 (PDF)에서 보존된 문서. 2014년 7월 24일에 확인함.
2. ↑  Theoharis, Athan G., 편집. (1999). 《The FBI: A Comprehensive Reference Guide》. Phoenix, OR: The Oryx Press. 160쪽. 2011년 5월 20일에 확인함.
3. ↑  Hammons, Steve (2015년 4월 22일). “The Japanese-American U.S. Army Intelligence Unit that helped win WWII”. 《Defense Language and National Security Education Office》. 2020년 3월 18일에 원본 문서에서 보존된 문서. 2020년 3월 14일에 확인함.
4. ↑  “History of the Presidio of Monterey - Army Language School”. 《Defense Language Institute, Foreign Language Center》.
5. ↑  Ruth Quinn (2013년 8월 30일). “The Army Intelligence Center is Established, 1 September 1954” (영어). 2023년 7월 21일에 확인함.
6. ↑  “Army Birthdays”. U.S. Army Center of Military History (영어). Department of the Army. 2021년 4월 25일에 원본 문서에서 보존된 문서. 2015년 9월 3일에 확인함.
7. ↑  “Military Intelligence, USAR (Obsolete)” (영어). The Institute of Heraldry. 2023년 7월 21일에 확인함.
8. ↑  “Branch Insignia - Military Intelligence” (영어). The Institute of Heraldry. 2023년 7월 21일에 확인함.

### 자료
- John Patrick Finnegan (1998).  Romana Danysh, 편집. 《Military Intelligence》. 《CMH Pub 60-13》. Army Lineage Series (Washington, D. C.: Center of Military History). ISBN 0-16-048828-1.